# 키퍼 무어
키퍼 로베르토 프란시스코 무어(영어: Kieffer Roberto Francisco Moore, 1992년 8월 8일 ~ )는 웨일스의 축구 선수이다. 포지션은 스트라이커이며, 현재 렉섬에서 뛰고 있다.
과거 그가 웨일스 축구 국가대표팀에 데뷔하기 이전 중국 축구 협회는 그의 외증조부가 중국인이었다는 것을 이용하여 그를 중국 축구 국가대표팀으로 합류시키려 접촉을 시도했었지만, 결국 그가 웨일스 대표팀을 선택하며 무산되었다.